# Joseph von Eichendorff
Joseph Karl Benedikt Freiherr von Eichendorff (Castello di Lubowitz, 10 marzo 1788 – Nysa, 26 novembre 1857) è stato un poeta, scrittore e drammaturgo tedesco.

## Biografia

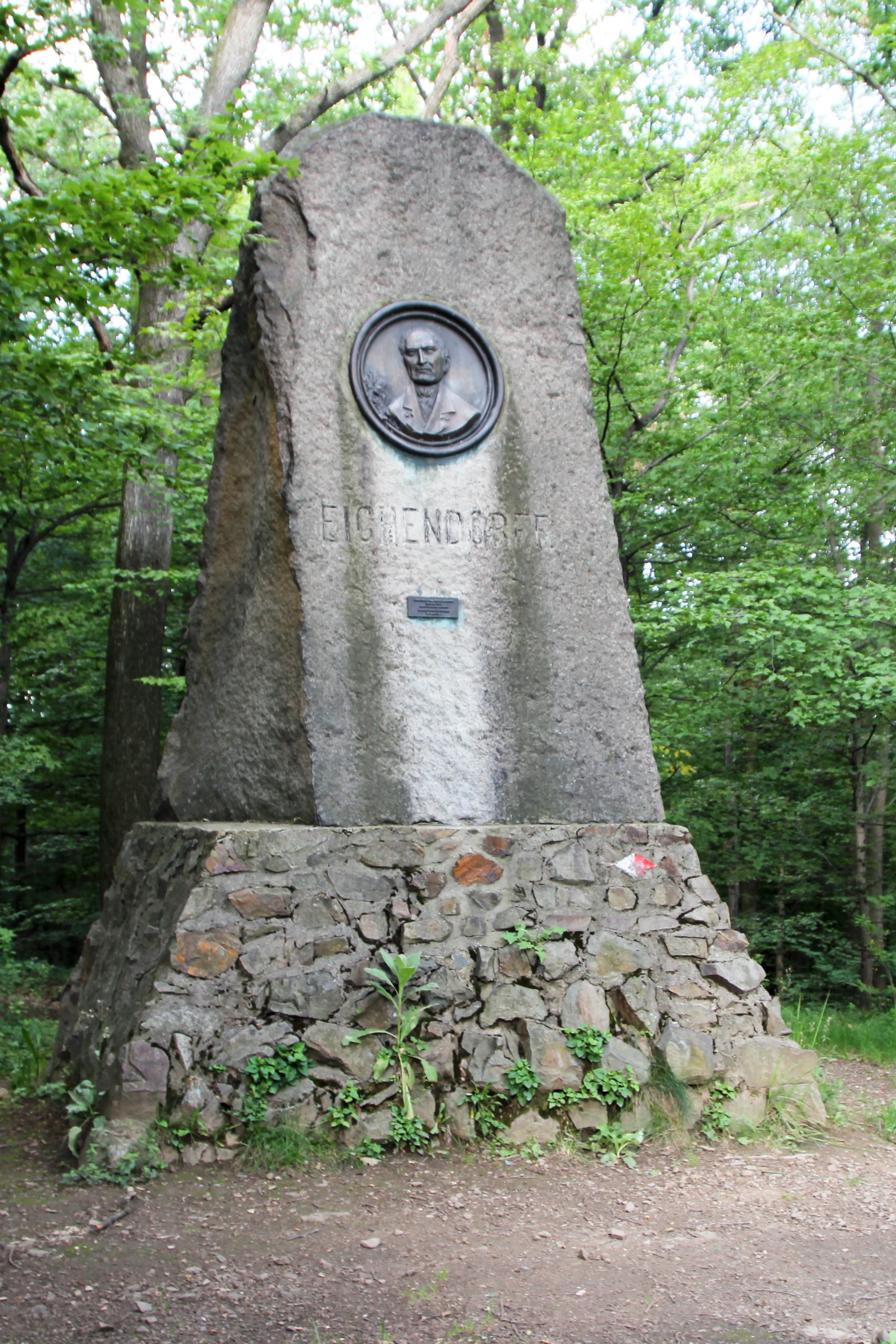
Monumento a Eichendorff a Prudnik

Eichendorff nacque nel castello paterno di Lubowitz, vicino a Ratibor (oggi Racibórz, in Polonia). I suoi genitori erano l'ufficiale prussiano Adolf Freiherr von Eichendorff e sua moglie, Karoline Freiin von Kloche, che veniva da una famiglia dell'aristocrazia cattolica e che influenzerà profondamente la sua vita. Frequentò, dal 1801 al 1805, il ginnasio cattolico di Breslavia e poi studiò legge a Halle (1805-1806) e Heidelberg (1807-1808). Nel 1808 viaggiò in Europa e visitò Parigi e Vienna.
Nel 1810 tornò a casa per aiutare il padre nella gestione delle proprietà della famiglia. Lo stesso anno incontrò Johann Gottlieb Fichte, Achim von Arnim, Clemens Brentano, Johann Joseph von Görres, Friedrich Schlegel, Otto von Loeben, Dorothea Schlegel e Heinrich von Kleist a Berlino. Completò i suoi studi a Vienna dal 1810 al 1812. Tra il 1813 e il 1815, col grado di tenente, combatté nelle guerre di liberazione antinapoleoniche. Nel 1815 sposò Aloysia Anna Victoria von Larisch e nello stesso anno nacque il figlio Hermann. Dal 1816 al 1819 insegnò all'Università di Breslavia (nel 1817 nacque il figlio Rudolf). Nel 1821 diventò ispettore scolastico a Danzica. Dopo la morte della madre, nel 1822, fu costretto a vendere l'ultima proprietà, il castello di Lubowitz. Nel 1824 si trasferì a Königsberg (oggi Kaliningrad, in Russia), poi nel 1831 a Berlino assieme alla sua famiglia, dove lavorò come Consigliere al Ministero dei Culti fino al 1845. Nel 1837 iniziò ad appassionarsi alla letteratura spagnola, in particolare a Calderón de la Barca. Nel 1846-47 soggiornò a Vienna, dove conobbe tra gli altri Robert e Clara Schumann, Giacomo Meyerbeer, Franz Grillparzer, Friedrich Creuzer e Adalbert Stifter. Nel 1855 si trasferì con la famiglia a Neiße (oggi Nysa, in Polonia); dopo la morte della moglie si trasferì presso la figlia Therese, ove morì nel 1857.

## Opere
Dopo il soggiorno parigino e viennese espresse i suoi sentimenti giovanili nel romanzo intitolato Ahnung und Gegenwart ("Presentimento e presente") (1815), scritto sulla falsariga del Wilhelm Meister di Goethe, con una trama avventurosa e romantica e una pregevole atmosfera lirica, sostenuta dal frequente inserimento di poesie all'interno della narrazione. È considerato un autore tardo-romantico, anche se lui rifiuterà questa etichetta.
Una delle sue opere più riuscite risultò Aus dem Leben eines Taugenichts (Vita di un perdigiorno) (1826), dove, avvolto in un'atmosfera fiabesca, di sogno, il protagonista perdigiorno racconta le sue avventure, svolte all'interno di una natura incantata e di una giovinezza perenne.
Eichendorff scrisse drammi storici e tradusse molte opere di Calderón; nell'ultimo periodo di carriera redasse anche una Storia della letteratura poetica della Germania, ma i suoi livelli creativi più alti li raggiunse nei Lieder, grazie alla sua vena che esprimeva le voci della natura, della notte, del bosco, del paesaggio onirico e talvolta del linguaggio popolaresco. Suo è il testo del quarto dei Vier letzte Lieder musicati dall'ottantaquattrenne Richard Strauss nel 1948, Im Abendrot. Il Liederkreis op. 39 di Robert Schumann è interamente su testi di von Eichendorff.
Romanzi e racconti
- Die Zauberei im Herbste (Sortilegio d'autunno) (1809)
- Ahnung und Gegenwart (Presentimento e presente) (1815)
- Das Marmorbild (1819)
- Aus dem Leben eines Taugenichts (Vita di un perdigiorno) (1826)
- Auf meines Kindes Tod (1832)
- Dichter und ihre Gesellen (1834)
- Auch ich war in Arkadien (1834)
- Das Schloß Dürande (1836)
- Die Entführung (1839)
- Die Glücksritter (Il cavaliere della fortuna) (1841)
- Die Wiederherstellung des Schlosses... (1844)
- Die geistliche Poesie in Deutschland... (1847)
- Brentano und seine Märchen (1847)
- Die deutsche Salonpoesie der Frauen (1847)
- Die neue Poesie Österreichs (1847)
- Die deutschen Volksschriftsteller (1848)
- Libertas und ihre Freier (1849)
- Der deutsche Roman des 18. Jahrhunderts in seinem Verhältnis zum Christentum (1851)
- Zur Geschichte des Dramas (1854)

Opere teatrali
- Krieg den Philistern (Guerra ai Filistei) (1824)
- Ezelin von Romano (1828)
- Meierbeths Glück und Ende (Fortuna e fine di Meyerberth) (1828)
- Der letzte Held von Marienburg (L'ultimo eroe di Marienburg) (1830)
- Viel Lärm um nichts (1832)
- Die Freier (1833)

Poesie
- Abschied (1810)
- O Täler weit (1811)
- Zwielicht (1815)
- Mondnacht (1835)
- Im Abendrot (1837)
- Julian (Epos) (1853)
- Robert und Guiskard (epica) (1855|1857)
- Der Abend
- Die Wünschelrute (1835)
- Sehnsucht (1834)
- Der Einsiedler
- Waffenstillstand der Nacht
- Schöne Fremde (prima del 1834)
- Das zerbrochene Ringlein
- Echte Liebe
- Der Soldat
- Wanderlied der Prager Studenten
- An der Grenze
- Heimweh
- Der Morgen
- Der Gärtner
- Der frohe Wandersmann
- Waldgespräch
- Wünschelrute
- Frische Fahrt
- Durcheinander
- Wunder über Wunder
- Frisch auf!
- Allgemeines Wandern
- Nachts
- Die Nachtblume
- Morgengebet
- Der Glücksritter
- Der Nachtvogel
- Frühlingsnacht
- Kurze Fahrt
- Neue Liebe
- Schifferspruch
- So oder so
- Der Kehraus
- Die zwei Gesellen
- Winternacht
- Trost
- An meinem Geburtstage
- Weihnachten
- In Danzig (1842)
- Reiselied
- Der stille Grund
- Frühlingsnacht
- Lockung